# 瑪哈·阿卜杜勒薩拉姆
瑪哈·阿卜杜勒薩拉姆（Maha Abdelsalam，1998年6月8日—）是一名埃及跳水運動員。她曾獲得2015年國際泳聯跳水大獎賽新加坡站混合雙人10公尺跳台季軍。

## 外部連結
- the-sports.org （页面存档备份，存于）